# عبدالرحمان محجوب
عبدالرحمان محجوب (انگلیسی: Abderrahmane Mahjoub; ۲۵ آوریل ۱۹۲۹ – ۳۱ اوت ۲۰۱۱) بازیکن و مربی فوتبال اهل مراکش-فرانسه بود.
از باشگاه‌هایی که در آن بازی کرده‌است می‌توان به باشگاه فوتبال مون‌پلیه، باشگاه فوتبال الوداد کازابلانکا و باشگاه فوتبال نیس اشاره کرد.
وی همچنین در تیم‌های ملی فوتبال فرانسه مراکش بازی کرده‌است.